# Nicolò Rondinelli

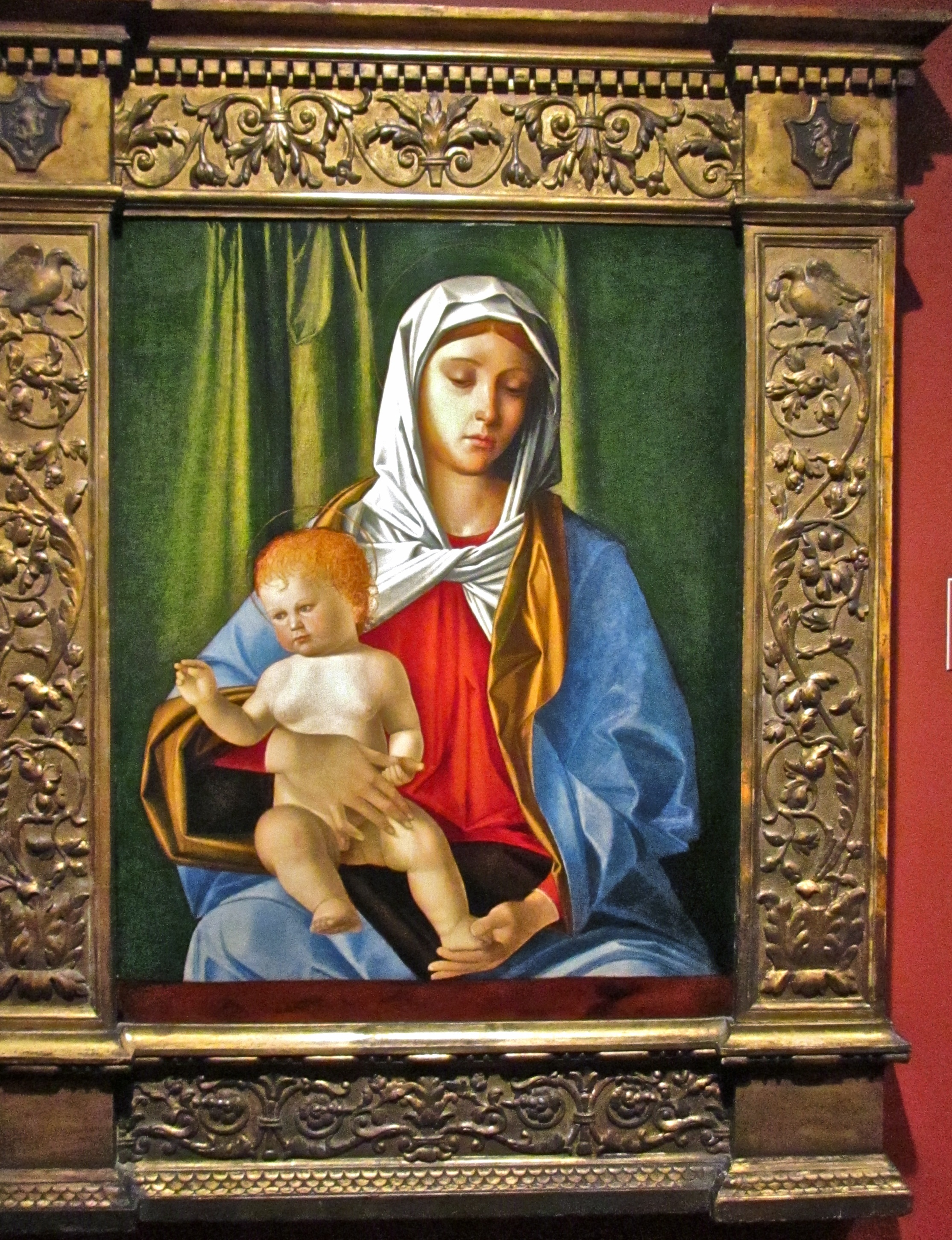
Madonna, Museum of Art, Indianapolis

Nicolò Rondinelli (1450 circa – Ravenna, 1510) è stato un pittore italiano.

## Biografia
Le notizie biografiche sono alquanto scarse e concentrate in un arco temporale piuttosto esiguo, ovvero tra il 1495 e il 1502. Fino al 1495 circa infatti, compie i suoi studi artistici a Venezia, presso la bottega di Giovanni Bellini, di cui si dice fosse uno degli allievi più promettenti. Il periodo Veneziano è caratterizzato dalla realizzazione di dipinti per devozione privata.
L'unica data certa corrisponde al 1497, anno in cui troviamo il Rondinelli a Forlì, intento alla realizzazione del San Sebastiano per il Duomo di Forlì, opera di cui ci dà notizia Andrea Bernardi detto il "Novacula" all'interno delle sue Cronache Forlivesi. Nella Pinacoteca Civica di Forlì è conservata anche una Madonna col bambino attribuita al Rondinelli.
A questa data risale probabilmente il primo incontro col pittore di scuola forlivese Baldassarre Carrari, che appunto riprenderà da Rondinelli gli esiti armonici ed equilibrati della pittura veneta. Ma non si trattò di un'influenza univoca: possiamo parlare, invero, di uno scambio reciproco, tanto che le opere tarde di Rondinelli risultano essere profondamente legate all'opera di Carrari.
Trascorse i suoi ultimi anni a Ravenna, dove morì intorno al 1510. Fu sepolto nella Basilica di San Francesco.